# Frank Lausche
Frank John Lausche (né le 14 novembre 1895 à Cleveland et mort dans cette même ville le 21 avril 1990) est un homme politique américain.
Démocrate de l'Ohio, il est le 47e maire de Cleveland, le 55e et 57e gouverneur de l'Ohio ainsi que sénateur de l'Ohio pour deux mandats (1957-1969).